# Studiekring Post-Keynesiaanse Economie
De Studiekring Post-Keynesiaanse Economie werd in 1980 opgericht door de Nederlandse economen W.A.A.M. de Roos, J. van den Doel, B. de Gaay Fortman en B. Goudzwaard en was gevestigd aan de Erasmus Universiteit in Rotterdam. Aan Belgische zijde namen onder anderen Willy van Rijckeghem, Frank Moulaert en Frank Vandenbroucke aan de eerste werkzaamheden deel. De studiekring belegde jaarlijkse conferenties waarvan de werkzaamheden telkens in een Jaarboek werden gepubliceerd. Het eerste jaarboek was gewijd aan De pluriforme economische macht.
In 1997 werd de Studiekring Post-Keynesiaanse Economie omgevormd tot Vereniging voor Institutionele en Politieke Economie.

## Jaarboeken
| Jaartal | Titel                                        | Redactie           |
| ------- | -------------------------------------------- | ------------------ |
| 1981    | De pluriforme economische macht              | W. de Roos         |
| 1982    | Economie en waarde                           | B. de Gaay Fortman |
| 1983    | Macro Economie en Politiek                   | W. Van Ryckeghem   |
| 1984    | Internationaal Keynesianisme                 | A.M.F. Smulders    |
| 1985    | Economie, bewapening en ontwikkeling         | B. Goudzwaard      |
| 1986    | Arbeid: economisch goed?!                    | J. Lambooy         |
| 1987    | Keynesianisme vandaag/Keyniesianism today... | B. de Gaay Fortman |